# Esa diva
«Esa diva» es una canción interpretada por la cantante española Melody, escrita por ella misma junto a Alberto Lorite. Fue lanzada el 18 de diciembre de 2024 como parte del álbum del Benidorm Fest 2025, que posteriormente ganó, y por lo tanto representó a España en el Festival de Eurovisión 2025.

## Festival de la Canción de Eurovisión

### Benidorm Fest 2025
La emisora española del Festival de la Canción de Eurovisión, Radiotelevisión Española (RTVE), organizó un concurso con 16 participantes, Benidorm Fest 2025, la cuarta edición de la final nacional. Constó de dos semifinales compuestas por ocho canciones, y las cuatro mejores canciones de cada semifinal clasificaron para la gran final. Los resultados de cada programa se determinaron mediante una combinación de votación telefónica pública y de SMS, otra de app gratuita y un jurado de expertos. Las categorías compuestas por el 25%, 25% y 50% del total de votos, respectivamente.
«Esa diva» fue anunciada como canción en competencia en el concurso el 12 de noviembre de 2024. Fue colocada en la segunda semifinal, donde quedó sorteado para ubicarse en el octavo lugar. Se clasificó desde la primera semifinal, tras quedar segunda clasificada, con 78 puntos del jurado y 80 de la suma del televoto, por detrás de Mel Ömana. «Esa diva» fue la última en presentarse en la final y ganó el concurso tras obtener el primer lugar en el voto del público y el tercer lugar del jurado. Como resultado, la canción ganó los derechos para representar a España en el Festival de la Canción de Eurovisión 2025.

### En Eurovisión
El Festival de la Canción de Eurovisión 2025 se llevará a cabo en St. Jakobshalle en Basilea, Suiza, y constó de dos semifinales que se celebrarán en las fechas respectivas del 13 y 15 de mayo y la final el 17 de mayo de 2025. Como España es miembro del «Big Five», Melody clasificó automáticamente para la gran final.

## Videoclip
El videoclip se grabó el 13 de marzo de 2025, antes de La Revuelta. 
El video comienza en blanco y negro para que en la marca 0:31 se retornara en colores. En el 1er estribillo, Melody baila y canta con un grupo de chicas detrás de una cortina naranja, vestida con un vestido negro de manga larga con una capa larga de casi 7 centímetros. También se ve a ella usando un vestido plateado de diamantes con flecos y maquillando con las chicas que aparecieron bailando con ella. 
Al empezar a sonar un robot cantar la palabra "diva" 8 veces, se ven a todos bailando vestidos de negro menos Melody, que lleva el vestido plateado con flecos de diamantes. También esa ropa la usa cuando está tumbada en el suelo quedando estática en blanco y negro al brillar los diamantes que tiene en el vestido. Sinceramente, aunque el video no explica como bailan Melody y su grupo, puede verse a ella gritando al coger aire y oxígeno en la marca 2:28 del video. Después vemos a un hombre cogiéndola en los brazos y quedándose estática. 
El video finaliza con Melody escribiendo en el espejo su nombre y el nombre de la canción con un pintalabios, de color rojo fuerte, y también cuando coge su bolso y aparece en el espejo todo lo que ha escrito.

## Posicionamiento en las listas
| Listas (2025)                   | Mejor posición |
| ------------------------------- | -------------- |
| España (PROMUSICAE)             | 2              |
| Finlandia (OFC)                 | 47             |
| Lituania (AGATA)                | 53             |
| Reino Unido (UK Download Chart) | 62             |
| Suecia (Sverigetopplistan)      | 5              |
| Suiza (Schweizer Hitparade)     | 40             |

### Certificaciones
| País   | Organismo certificador | Certificación | Ventas certificadas | Ref.   |
| ------ | ---------------------- | ------------- | ------------------- | ------ |
| España | PROMUSICAE             | Platino       | 100 000             | [ 14 ] |

## Historial de lanzamiento
| Región | Fecha                   | Formato(s)                   | Versión                   | Discográfica   | Ref.   |
| ------ | ----------------------- | ---------------------------- | ------------------------- | -------------- | ------ |
| Varios | 20 de diciembre de 2024 | Descarga digital y streaming | Versión del Benidorm Fest | Rumbera Record | [ 15 ] |
| Varios | 14 de marzo de 2025     | Descarga digital y streaming | Versión de Eurovision     | Rumbera Record | [ 16 ] |